# Ernst Lehner
Ernst Lehner (7 de novembro de 1912 - 10 de janeiro de 1986) foi um futebolista alemão que competiu nas Copa do Mundo FIFA de 1934 e 1938.